# Códice Chigi

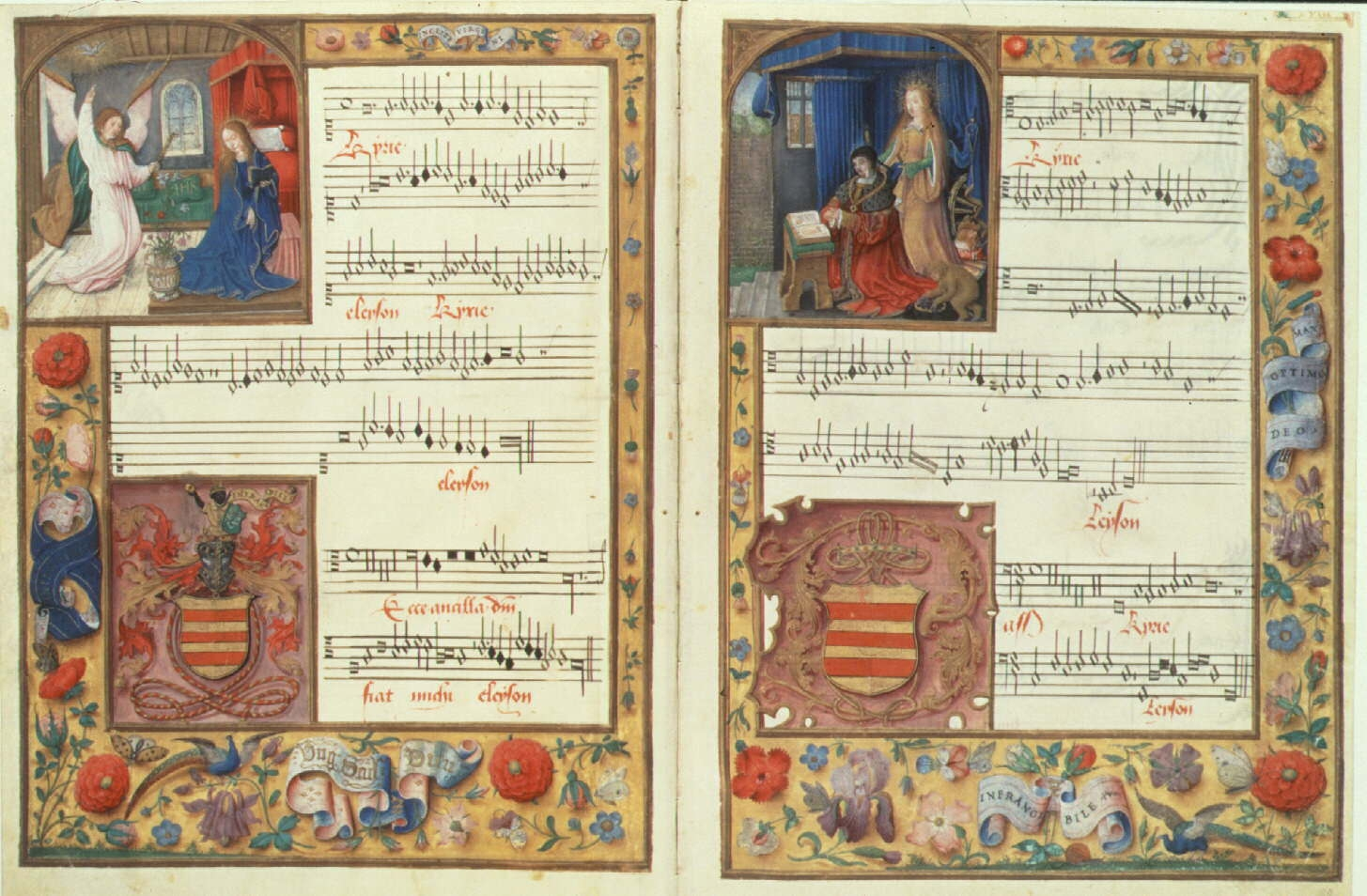
Página do Codex Chigi

O Codex Chigi é um manuscrito musical iluminado oriundo de Flandres, escrito por volta de 1500 possivelmente a pedido de Filipe I de Castela. Pertence à coleção da Biblioteca Apostolica Vaticana, onde está catalogado como Chigiana, C. VIII. 234.
O Codex é notável não apenas por suas numerosas e vívidas miniaturas, mas também pela clareza de sua notação musical. Contém um catálogo quase completo da produção de missas de Johannes Ockeghem e um grupo de missas sobre a melodia L'homme armé, que foi extremamente popular na época e serviu de base para diversos arranjos por vários compositores. Algumas folhas com outras obras foram acrescentadas em época posterior à sua primeira elaboração.
A relação de obras é a seguinte:
- Alexander Agricola
  - Missa In myne zyn (sem o Kyrie)
- Antoine Brumel
  - Missa L'homme armé
- Antoine Busnois
  - Missa L'homme armé
- Antoine de Févin
  - Sancta Trinitas unus Deus (acréscimo)
- Gaspar van Weerbeke
  - Stabat mater
- Heinrich Isaak
  - Angeli archangeli
- Jacobus Barbireau
  - Missa Virgo parens Christi (sem o Agnus Dei)
- Jean Mouton
  - Quis dabit oculis (acréscimo, sem atribuição)
- Johannes Ockeghem
  - Ave Maria (acréscimo)
  - Intemerata Dei Mater
  - Missa Mi-mi
  - Missa Ecce ancilla Domini
  - Missa L'homme armé
  - Missa Fors seulement (Kyrie, Gloria e Credo)
  - Missa sine nomine (Kyrie, Gloria e Credo)
  - Missa Ma maistresse (Kyrie e Gloria)
  - Missa Caput
  - Missa De plus en plus
  - Missa Au travail suis
  - Missa cuiusvis toni
  - Missa Prolationum
  - Missa quinti toni
  - Missa pro defunctis
- Johannes Regis
  - Celsi tonantis
  - Clangat plebs
  - Lauda Sion Salvatorem
  - Lux solempnis (sem atribuição)
  - O admirabile commercium
- Josquin des Prez
  - Missa L'homme armé sexti toni (Kyrie, Gloria e Credo)
  - Stabat mater
- Loyset Compère
  - Ave Maria (acréscimo)
  - Missa L'homme armé
  - Sancte Michael ora pro nobis (acréscimo, sem atribuição)
  - Sile frago ac rerum (sem atribuição)
- Pierre de la Rue
  - Credo Sine nomine
  - Missa Almana
- Obras anônimas
  - Ave rosa speciosa
  - Regina coeli (acréscimo)
  - Vidi aquam (acréscimo)
  - Um moteto sem texto